# أتاناس ميخائلوف
أتاناس ميخائلوف (بالبلغارية: Атанас Михайлов)‏ هو مدرب كرة قدم ولاعب كرة قدم بلغاري في مركز الهجوم، ولد في 5 يوليو 1949 في صوفيا في بلغاريا، وتوفي بنفس المكان في 1 أكتوبر 2006 بسبب سرطان. شارك مع منتخب بلغاريا لكرة القدم. أما مع النوادي، فقد لعب مع نادي لوكوموتيف صوفيا ونيا سلاميس فاماغوستا.

## وصلات خارجية
- أتاناس ميخائلوف على موقع الاتحاد الدولي (مؤرشف)  (الإنجليزية)
- أتاناس ميخائلوف على موقع الاتحاد الأوربي (الإنجليزية)
- أتاناس ميخائلوف على موقع قاعدة بيانات كرة القدم.إي يو (الإنجليزية)
- أتاناس ميخائلوف على موقع قاعدة بيانات كرة القدم.إي يو (الإنجليزية)
- أتاناس ميخائلوف على موقع ناشيونال فوتبول تيمز (الإنجليزية)
- أتاناس ميخائلوف على موقع أوليمبيديا (الإنجليزية)